# Out of the Blue (1980)
Out of the Blue (in Deutschland auch: Dynamite Punk bzw. Explodierende Träume) ist ein kanadisches Filmdrama aus dem Jahre 1980 von Dennis Hopper über das Erwachsenwerden des Mädchens Cebe, gespielt von Linda Manz, zu Beginn der 1980er Jahre.

## Handlung
Cebe ist ein rebellisches, frühreifes, pubertäres junges Mädchen und kommt aus einem zerrütteten Elternhaus, wo sie von ihrem Vater sexuell missbraucht wurde. Sie hat Schwierigkeiten, mit den Problemen ihrer Eltern klarzukommen: Ihr Vater Don Barnes war Lastwagenfahrer, bis er ins Gefängnis musste, nachdem er einen tödlichen Unfall mit einem Schulbus verursachte. Cebes drogenabhängige, nervöse Mutter Kathy hat sich in der Zwischenzeit einen Liebhaber genommen.
Cebe gibt sich betont cool und hat stets einen schlauen Spruch parat. Sie trinkt und raucht. Zugleich nuckelt sie aber auch am Daumen. Regelmäßig ist sie mit ihrer Mutter beim Psychologen, wo sie Kinderbilder zeichnet. Was sie wirklich interessiert, sind ihr Idol Elvis Presley und Punk-Musik. Sie möchte selbst Musikerin werden. Schließlich wird ihr Vater aus dem Gefängnis entlassen. Wieder zu Hause, verhält er sich gewalttätig und trinkt, bis es zum Eklat kommt.
Die Versuche eines gemeinsamen Lebens scheitern, auch ein Sozialarbeiter kann nicht helfen. Nach einem neuerlichen Versuch des Missbrauchs ersticht die Tochter ihren Vater und sprengt sich und die Mutter in einem Truck in die Luft.

## Hintergrund
Dennis Hopper führte Regie und spielte den Vater von Cebe. Dies war der erste Film, bei dem Hopper nach The Last Movie (1971) Regie führte. Er übernahm die Regie kurz vor Drehbeginn und ersetzte damit Drehbuchautor Leonard Yakir, der ursprünglich für die Regie vorgesehen war. Gary Jules Jouvenat produzierte den Film und schrieb auch am Drehbuch mit.
Out of the Blue lief im Wettbewerb um die Goldene Palme bei den Internationalen Filmfestspielen von Cannes 1980. Der Filmkritiker Jonathan Rosenbaum hält Out of the Blue für einen der besten 15 Filme der 1980er Jahre.
Der Titel des Films ist dem Lied My My, Hey Hey (Out of the Blue) von Neil Youngs Album Rust Never Sleeps entliehen.
Der Film wurde in Vancouver (British Columbia, Kanada) gedreht. Eine Reihe von Ikonen der Gegend aus Vancouver kommen im Film vor – darunter auch die Pointed Sticks, eine der wichtigsten Bands aus Vancouvers Punk-Ära.
Die Originalversion von Out of the Blue wurde zunächst in Großbritannien verboten, wurde dann aber am 10. Januar 1987 in voller Länge auf dem britischen Fernsehsender Channel 4 ausgestrahlt.
Der Arbeitsausschuss der FSK votierte einstimmig für eine Freigabe erst ab 18 Jahren, da „der vorgelegte Film für einen nicht unerheblichen Teil Jugendlicher eine desorientierende und verwirrende Wirkung haben könnte.“ Der Hauptausschuss kam zu einem völlig anderen Urteil und gab den Film mit einer Mehrheit von acht zu eins schon ab 16 frei. Der Film sei ernsthaft gemacht und dürfe dieser Altersgruppe keinesfalls vorenthalten werden, „da er ihr sozialethisches Verständnis fördert, ohne negative Auswirkungen ernsthaft befürchten zu lassen.“

## Kritiken
„Ein pessimistisches Teenager-Porträt, das schonungslos den Zerfall der Familie und das Scheitern des ‚Amerikanischen Traums‘ beschreibt. Der Film ist überzeugend gespielt und streckenweise bemerkenswert in Milieuschilderung, Musikdramaturgie und Bildwirkung.“

„Der Film handelt davon, wie Erinnerungen in den Alltag eindringen und ihn besetzen. Er handelt von Alltäglichkeiten und Zerstörungen. Und er handelt von der Zeit. Von all dem erzählt der Film ohne Psychologisierungen, nur durch die Präsentation von Äußerlichkeiten […].“

## Popkultur
Das Lied Kill All Hippies der britischen Rockband Primal Scream auf deren Album XTRMNTR aus dem Jahr 2000 wurde nach einem Ausspruch von Cebe im Film benannt und enthält auch einen Ausschnitt aus dem Film.